# Daniel Flores
Daniel Flores är en ort i Costa Rica.   Den ligger i provinsen San José, i den södra delen av landet, 80 km sydost om huvudstaden San José. Daniel Flores ligger 639 meter över havet och antalet invånare är 10 028.
Terrängen runt Daniel Flores är kuperad åt nordväst, men åt sydost är den platt. Runt Daniel Flores är det ganska tätbefolkat, med 72 invånare per kvadratkilometer. Närmaste större samhälle är San Isidro, 5,6 km nordväst om Daniel Flores. Omgivningarna runt Daniel Flores är en mosaik av jordbruksmark och naturlig växtlighet.